# Puente de los Fierros
Puente de los Fierros es una población del concejo asturiano de Lena y pertenece a la parroquia de Las Puentes. 
Actualmente es la última estación de la línea de cercanías C-1 (Gijón - Puente de los Fierros).

## Historia
Puente de los Fierros se encuentra al lado de una antigua calzada romana, calzada que más tarde utilizada para construir, aprovechando algunos de sus tramos, el Camín Real de la Mesa. Ambas rutas fueron la base para la carretera Nacional de Castilla, futura N-630 que se comenzó a construir a finales del siglo XVIII.
Fue un enclave importante para el ferrocarril en Asturias, ya que en un principio operó como base de transbordo de mercancías y luego como punto de partida para la construcción del puerto de Pajares (1880-1884). Como anécdota, los trabajadores en la construcción de esta obra pusieron como condición no comer salmón más de dos veces a la semana, debido a la gran cantidad de pesca en la zona. Tras la grave contaminación por carbón de la mayoría de los ríos de la región, se está produciendo una recuperación de los mismos y de la pesca del salmón desde 1989.
A partir de los años 60, comenzó a perder importancia su actividad ferroviaria y con ello comenzó el declive del pueblo.

## Patrimonio
El conjunto patrimonial de Puente de los Fierros está integrado por la iglesia de San Martín, la casa rectoral y un puente, vinculándose directamente a la ruta de comunicación entre Asturias y la Meseta a través del puerto de Pajares. 
Los actuales edificios parecen datar del siglo XVII-XVIII, existiendo, no obstante, datos que permiten apuntar a la existencia de construcciones previas, entre las que se encontraría el primitivo hospital de peregrinos de los Fierros o una iglesia de estilo románico antecedente directa de la actual capilla. El puente podría ser el elemento más antiguo del conjunto, pudiendo ser datable en el siglo XVI, aunque seguramente su origen sea bastante anterior.
La constatación de la importancia histórica y artística de este conjunto llevó a la entonces Consejería de Educación, Cultura y Deportes a incoar, con fecha 3 de diciembre de 1984, el expediente administrativo para su declaración como Bien de Interés Cultural.

## Demografía
| Año                             | Población     |
| 2000                            | 57 habitantes |
| 2001                            | 50 habitantes |
| 2002                            | 49 habitantes |
| 2003                            | 44 habitantes |
| 2004                            | 41 habitantes |
| 2005                            | 37 habitantes |
| 2006                            | 36 habitantes |
| 2007                            | 35 habitantes |
| 2008                            | 35 habitantes |
| Fuente: [www.ine.es INE] (2009) |               |

## Cultura
Se celebra la festividad de la patrona de la localidad: Nuestra Señora del Carmen el 16 de julio.